# Cédric Claverie
Cédric Claverie (ur. 6 grudnia 1976) – francuski judoka. Olimpijczyk z Aten 2004, gdzie odpadł w eliminacjach w wadze półśrednej.
Siódmy na mistrzostwach świata w 2003. Brązowy medalista w zawodach drużynowych w 2002. Startował w Pucharze Świata w latach 1997-2001 i 2004. Piąty na mistrzostwach Europy w 2003, a także zdobył trzy medale w zawodach drużynowych. Brązowy medalista uniwersjady w 2001 roku.

## Letnie Igrzyska Olimpijskie 2004
| Konkurencja | Eliminacje             | Klas. końcowa |
| Konkurencja | Przeciwnik I           | Miejsce       |
| ----------- | ---------------------- | ------------- |
| 81 kg       | Kwon Young-woo (KOR) P | 1 runda.      |